# Conus rutilus
Conus rutilus е вид охлюв от семейство Conidae. Видът не е застрашен от изчезване.

## Разпространение и местообитание
Разпространен е в Австралия (Виктория, Западна Австралия, Нов Южен Уелс, Тасмания и Южна Австралия).
Обитава крайбрежията на морета.